# Trochodiadema
Trochodiadema is een geslacht van uitgestorven zee-egels uit de familie Heterodiadematidae.

## Soorten
- Trochodiadema abramense de Loriol, 1900 † Boven-Cenomanien, Portugal.
- Trochodiadema libanoticum (de Loriol, 1887) † Aptien, Egypte.
- Trochodiadema isidis Fourtau, 1921 † Aptien, Egypte.
- Trochodiadema buhayesi (Smith, 1995) † Maastrichtien, Arabisch Schiereiland.